# غارة النيجر 2015
غارة النيجر 2015 هو هجوم غير ناجح نفذته جماعة بوكو حرام. وقع الحادث يوم الجمعة 6 فبراير 2015 وكان أول توغل لبوكو حرام داخل الأراضي النيجرية.
في يونيو 2013 وصل ما 5,000 إلى 10,000 لاجئ إلى بوسو هرباً من القتال بين بوكو حرام والقوات المسلحة النيجيرية في ولاية بورنو الشمالية. وألقى معظم السكان باللائمة على الجيش بسبب العنف المفرط وانتهاكات حقوق الإنسان.